# Anastasija Zolotic
Anastasija Zolotic (* 23. November 2002 in Largo, Florida) ist eine US-amerikanische Taekwondoin. Sie startet in der Gewichtsklasse bis 57 Kilogramm.

## Erfolge
Anastasija Zolotic war bereits bei den Junioren sehr erfolgreich. Bei den Olympischen Jugend-Sommerspielen 2018 in Buenos Aires gewann sie in der Gewichtsklasse bis 49 Kilogramm die Silbermedaille und sicherte sich im selben Jahr den Titelgewinn bei den Junioren-Weltmeisterschaften. Ein Jahr darauf sicherte sie sich bei den Panamerikanischen Spielen 2019 in Lima in der Gewichtsklasse bis 57 Kilogramm Gold und wurde 2021 in Cancún in der Gewichtsklasse bis 62 Kilogramm Vize-Panamerikameisterin.
Bei den ebenfalls 2021 ausgetragenen Olympischen Spielen 2020 in Tokio besiegte Zolotic in der Gewichtsklasse bis 57 Kilogramm nach zwei Siegen im Halbfinale auch Lo Chia-ling mit 28:5 und zog ins Finalduell gegen Tatjana Minina ein. Mit 25:17 setzte sie sich gegen Minina durch und erhielt als Olympiasiegerin die Goldmedaille.